# 索洛欽
48°36′1″N 22°57′23″E / 48.60028°N 22.95639°E

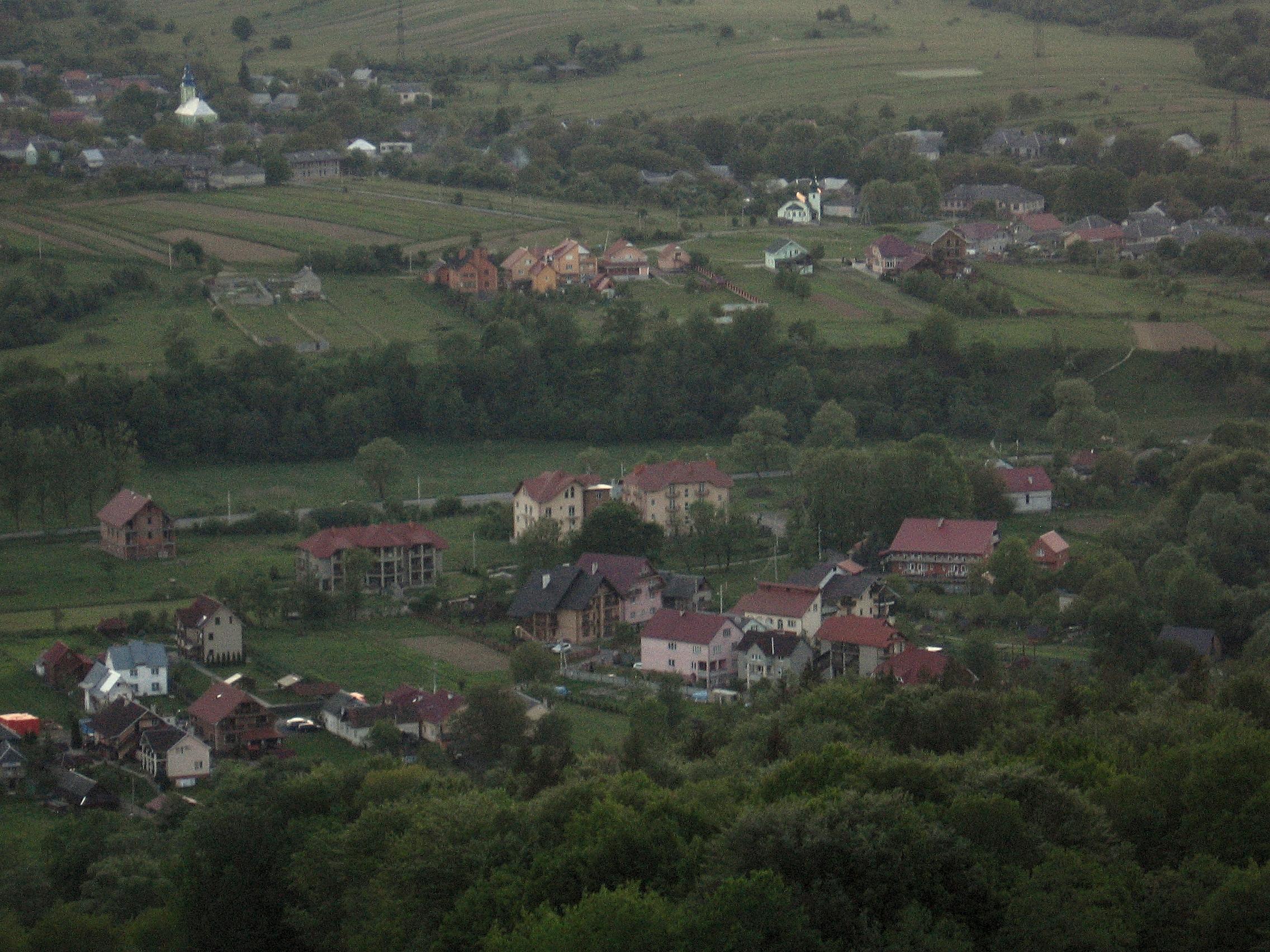

索洛欽（烏克蘭語：Солочин）是位於烏克蘭西部外喀爾巴阡州裏穆卡切沃區的村莊，面積1.32平方公里，海拔高度286米，2001年人口1,111，人口密度每平方公里843.58人。